# Cecilia Gagliardi
Cecilia Gagliardi (Roma, Itàlia, 1876, 1879, 1881 o 1890 - Roma, 1959) fou una soprano operística italiana, que va desenvolupar una important carrera a Itàlia i internacional.

## Biografia
Cecilia Gagliardi va rebre formació al Liceo Musicale di Santa Cecilia de Roma amb la professora Zaira Cortini-Falchi, debutant en escena poc abans del canvi de segle. Es va llicenciar en aquesta acadèmia l'any 1901.
La seva carrera artística es va desenvolupar entre els anys 1903, o si més no és la primera referència coneguda seva en hemeroteques, i el 1921, any de la seva última aparició coneguda en un teatre d'òpera. A partir d'aquest any no es tenen més referències de la seva vida, tret de la indicació de Ricordi sobre l'any i lloc de defunció.
El tenor italià Giacomo Lauri-Volpi, que va compartir escenaris amb ella, la va descriure com una "veu romana, compacta com una roca i atrevida com un pi de la seva terra, sòlida com la seva alta alçada..., dicció articulada, veu verdiana per excel·lència... úvula generosa en vibracions".
La seva germana Laura Gagliardi va ser també cantant d'òpera, de curta carrera escènica.

## Representacions

### ALa Scala de Milà
El 10 de desembre de 1903 va debutar al teatre La Scala de Milà com a Freia en L'oro del Reno (Das Rheingold) de Richard Wagner, en una producció en italià amb traducció a càrrec d'Angelo Zanardini.
Va tornar a La Scala la temporada 1913-14, aquesta vegada com Aida en l'òpera homònima de Giuseppe Verdi. Va interpretar també aquella temporada el paper d'Abigaille de Nabucco de Verdi i el paper de solista del Rèquiem del mateix compositor (els dies 12, 14 i 18 d'octubre), junt a Virginia Guerrini, Aristomo Giorgini i Raimondo De Angelis. Entre 1914-15 hi va cantar en representacions de La Gioconda d'Amilcare Ponchielli i el paper de Vanna a l'estrena mundial de Notte di Leggenda d'Alberto Franchetti, que va tenir lloc el 14 de gener de 1915.
Abans d'això havia participat en un concert a benefici del poble belga desplaçar per causa de la Gran Guerra, que va tenir lloc a La Scala de Milà amb la participació de nombrosos cantants.

### AlTeatro Costanzi de Roma
El 27 de febrer de 1909 va fer el seu debut al Teatro dell'Opera di Roma (Teatro Costanzi), en el paper d'Aida de l'òpera de Verdi. En aquest teatre va participar en successives temporades: el març de 1909 com a Marguerite a La damnation de Faust d'Hector Berlioz; l'abril de 1909 en un paper secundari (Marza Laszlo) de l'òpera Il Principe di Zilah de Franco Alfano; el mateix mes Loreley a l'òpera homònima d'Alfredi Catalani; del març al maig de 1911 com a Lady Macbeth de l'òpera Macbeth de Verdi; el maig de 1911 va interpretar també el personatge de Francesca de l'òpera Paolo e Francesca de Luigi Mancinelli; el juliol va cantar el Rèquiem de Verdi sota la direcció d'Arturo Toscanini; l'octubre i novembre de 1911 un altre cop com a Aida de Verdi. La darrera participació en aquest teatre fou la del paper d'Abigaille en Nabucco de Verdi, el juny de 1916.

### AlGran Teatre del Liceu de Barcelona
Va arribar al Gran Teatre del Liceu de Barcelona la temporada 1908-1909, quan el teatre era gestionant per l'empresari Albert Bernis, participant en les òperes Aida, I barbari (Les Barbares) de Camille Saint-Saëns, en la seva estrena a Catalunya, Il trovatore de Verdi i Mefistofele d'Arrigo Boito.
La temporada següent es va inaugurar l'u de desembre de 1909, després d'unes importants obres de remodelació del teatre, amb Tristano e Isotta (Tristan und Isolde) de Wagner, en aquesta òpera fent el paper d'Isolde amb Francesc Viñas com a Tristan i Ramon Blanchart, sota la direcció de Franz Beidler. Els decorats eren els que Francesc Soler i Rovirosa havia creat per a l'estrena de la obra al Liceu, la temporada anterior. A més d'aquesta òpera, en aquella temporada va interpretar les òperes Aida i La Gioconda. La seva darrera aparició en aquest teatre va tenir lloc el març de 1913, en la temporada 1912-1913, repetint el paper d'Aida.

### AlTeatro Real de Madrid
Va tenir una llarga relació amb el Teatro Real de Madrid, que va començar la temporada 1910-1911 debutant amb Aida el novembre de 1910, continuant amb l'òpera Mefistofele de Boito en el paper de Marguerite, el paper protagonista de La Wally d'Alfredo Catalani, Lohengrin de Wagner, amb el tenor català Francesc Viñas, i Tristan und Isolde, també amb Francesc Viñas en el que era l'estrena a Madrid d'aquesta òpera. La següent temporada, 1911-1912, Cecilia començà les seves aparicions al Real de Madrid amb Gli Ugonotti de Giacomo Meyerbeer, en el paper de Valentine. Va continuar amb Tristan und Isolde, ara acompanya del tenor francès Charles Rousselière i amb Aida, en el seu rol principal. La següent òpera a interpret va ser Tannhäuser de Wagner, ara sí amb Francesc Viñas i més tard l'exitosa interpretació de Tristan und Isolde amb Francesc Viñas de nou. El febrer de 1912 hi va participa en Cavalleria rusticana de Pietro Mascagni i va ser l'Elisabeta de Valois en Don Carlos de Verdi. De Madrid va marxar a Sevilla, on cantà les òperes Aida i Tosca de Puccini al Teatro San Fernando, abans de començar la temporada sud-americana.
Va tornar a Madrid per a la temporada 1912-1913 del Teatro Real, que havia de començar amb Gli Ugonotti a finals de desembre de 1912. Pocs dies més tard li tocava el torn a Don Carlos, al costat del baríton italià Titta Ruffo. A continuació, encara el gener de 1913, els madrilenys la van poder sentir en el paper d'Elsa de Lohengrin, amb el tenor wagnerià per excel·lència dels teatres espanyols, Francesc Viñas. El febrer era el torn de Tristan und Isolde, també amb Viñas, i el mes de març el de Il trovatore de Verdi, en el paper de Leonora, de nou amb Titta Rufo com a company d'elenc.Gairebé un any més tard, el gener de 1914, tornava al Real amb Aida, amb el tenor català Josep Palet, com a Radamès, i el baríton italià Domenico Viglione-Borghese. A finals de gener escenificava Gli Ugonotti, també amb Josep Palet, entre d'altres. Després vindria Il trovatore, encara en el mes de febrer.
El gener de 1917 va tornar al Real, començant temporada amb Aida i continuant-la amb Tosca encara en el mes de gener. El mes següent protagonitzà, en el paper d'Amèlia, Un ballo in maschera de Verdi en el Real i en març va participar en les representacions de Die Meistersinger von Nürnberg (Els mestres cantaires de Nuremberg), de Wagner, en el paper d'Eva.
Va tornar al Real el febrer de 1921, començant la temporada amb Aida (el primer dia va patir un desmai i es va haver de cancel·lar la representació) al costat de Josep Palet i continuant dies més tard amb Tristan und Isolde i amb Un ball in maschera. Acabaven així les participacions de Cecilia al Real de Madrid.

### AlTeatro Colón de Buenos Aires
Va debutar al Colón de Buenos Aires el maig de 1912 amb Aida, al costat del tenor Amedeo Bassi com a Radamès, la mezzosoprano Louise Garibaldi com a Amneris i la direcció d'Arturo Toscanini, que va dirigir totes les òperes d'aquella temporada aquí esmentades. El mateix mes va participar en Mefistofele, un paper que va compartir en diferents representacions amb la soprano valenciana Lucrezia Bori i amb la barcelonina Carme Bau Bonaplata. El juny va cantar el paper de Ricker en l'òpera Germania d'Alberto Franchetti, en l'estrena de l'obra en aquell teatre. El mateix mes va ser Tosca amb el tenor Rinaldo Grassi en el paper de Cavaradossi i Pasquale Amato en el del baró Scarpia. La última òpera a la qual va intervenir en aquella temporada del Colón va ser la d'una estrena en la ciutat, la de l'òpera Arianne et Barbe-Bleu de Paul Dukas. Va cantar aquesta obra una única vegada i a petició de Toscanini, però el paper va resultar massa dur per ella.
Va tornar amb una companyia d'òpera italiana la temporada següent, interpretant el maig de 1913 Un ballo in maschera i el juny de 1913 la princesa Isabeau de l'òpera homònima de Pietro Mascagni i l'òpera Loreley. El juliol era el torn d'Oberon de Carl Maria von Weber, en el paper de Rezia i el paper principal de La Wally. L'agost va interpretar el paper de Francesca a Paolo e Francesca de Luigi Mancinelli i més tard el d'Eva a Die Meistersinger von Nürnberg. Amb Oberon va començar el maig de 1914 la temporada següent del Colón, en una companyia dirigida musicalment per Tulio Serafin, una temporada que continuà amb Aida, Nabucco el juny, La Damnation de Faust el juliol, Loreley l'agost i també a l'agost amb la interpretació del paper de Donna Anna de l'òpera Don Giovanni de Wolfgang Amadeus Mozart.

### AlTeatre Principal de València
L'any 1907 va anar a València amb una companyia d'òpera italiana dirigida per Edoardo Mascheroni. Van inaugurar la temporada del Teatre Principal el 22 de novembre amb l'òpera Mefistofele; el 24 de novembre va ser el torn de Tosca; el 26 de novembre Die Walküre de Wagner en la seva estrena a València; el 28 de novembre va interpretar Aida; i l'11 de desembre l'òpera Lorenza d'Edoardo Mascheroni, que era el director musical de la companyia; el 14 de desembre va interpretar Lohengrin. El 16 de febrer de 1909 va cantar el paper principal d'Aida al mateix teatre, en una funció a benefici de l'Hospital de València, acompanyada de Francesc Viñas.

### A d'altres teatres
El juliol de 1904 va interpretar el paper de Marguerite La Damnation de Faust al Teatro Grande de Brescia.
El 4 de novembre de 1905 estrenava al Teatro Social de Treviso l'òpera Le Eumenidi de Filippo Guglielmi (1859-1941), acompanyada del baríton Francesco Cigada (1878-1966) i amb la direcció d'Edoardo Mascheroni.
El 1906 cantà al Teatro Politeama de Buenos Aires, i al Teatro Solís de Montevideo va interpretar Lohengrin, el 4 d'agost i La Gioconda, el 10 d'agost.
El 1907 cantà a La Corunya l'òpera Tosca amb Luigi Ceccarelli i Giuseppe Maggi. El mateix any, al maig, va participar en Lohengrin al Teatro Municipale de Reggio de l'Emilia, cantant el paper d'Elsa.
El mateix any de 1907 va cantar en el mes de març al Teatro San Carlos de Lisboa en l'estrena de l'òpera Amore e perdizione (Amor de perdicão) del compositor portuguès João M. Arroio. Va participar també en aquell any i teatre a La damnation de Faust. El setembre del mateix any va participar en Mefistofele al Teatro Donizetti de Bèrgam. Aquesta mateixa obra la va cantar al mateix teatre italià el gener de 1915 i després va cantar Nabucco al Teatro Carlo Felice de Gènova, abans de marxar a La Scala de Milà. El 1908 tornà al San Carlo de Lisboa a representar el paper principal d'Aida i l'òpera Ernani de Verdi.
A Sevilla, Cecilia cantà Cavalleria rusticana el 28 d'abril de 1908 i Maria di Rohan de Gaetano Donizetti el 8 de maig de 1908, acompanyada en aquesta obra pel baríton Mattia Battistini.
L'any 1909 va cantar al Teatro Coliseo de Buenos Aires les òperes Aida i Il trovatore.
Al Teatre Municipal de Santiago de Xile va participar en les òperes Aida i Il trovatore els anys 1909 i 1910; Germania, La forza del destino, Loreley, La Damnation de Faust, Paolo e Francesca l'any 1909; Meﬁstofele, La Wally, Gli Ugonotti, La Gioconda i Norma el 1910. El mateix va aparèixer com a convidada a l'Òpera de Rio de Janeiro en les obres Norma i Aida.
Va cantar també en el Theatro Municipal de Rio de Janeiro en la temporada de 1910, començant per Aida el 20 de juliol, acompanyada de Virgina Guerrini, Gennaro De Tura (1875-1939) i Carlo Galeffi, i continuant amb les obres Norma i Faust de Charles Gounod, aquesta darrera el 3 d'agost de 1910, acompanyada pel basc Florencio Constantí, per Carlo Galeffi i per Carlo Walter. Va tancar la temporada el 8 d'agost, amb l'òpera Tosca, acompanyada de Florencio Constantí i de Carlo Galeffi. Va viatjar a Rio de Janeiro com a membre d'una companyia contractada per l'empresari Guglielmo La Rosa, companyia que dirigia musicalment Giuseppe Baroni (1878-1939).
L'any 1912, va cantar als Estatus Units d'Amèrica, amb la companyia Philadelphia-Chicago Grand Opera Company, debutant a Filadèlfia amb Aida, acompanyada del tenor Icilio Calleja sota la direcció de Cleofonte Campanini. Va continuar amb el paper d'Amèlia d'Un ballo in maschera amb Maria Gay en el paper d'Ulrica. La gira va continuar el novembre per Baltimore i novament a Filadèlfia on va cantar el paper de Leonora de Il trovatore amb Maria Gay com a Azucena i Titta Rufo com a Comte de Luna. De Filadèlfia a Cincinnati, amb Aida, per després, amb la mateixa òpera, debutar a Chicago a finals de novembre.